# San Donato di Lecce
San Donato di Lecce är en ort och kommun i provinsen Lecce i regionen Apulien i Italien. Kommunen hade 5 656 invånare (2017).